# Canon de 155 mm long modèle 1917 Schneider
Ne doit pas être confondu avec Canon de 155 mm court modèle 1917 Schneider ou Canon de 155 mm long modèle 1918 Schneider.
Le canon de 155 mm long modèle 1917 Schneider (parfois abrégé en 155 L 17) est un canon français entré en service pendant la Première Guerre mondiale.

## Conception
Il s'agit d'un dérivé du canon de 155 mm long modèle 1877-1914 (en), qui consistait dans le montage d'un tube de canon de 155 de Bange sur un affût moderne. Le canon modèle 1917 reprend l'affût du modèle 1914 mais avec un nouveau tube.
Le canon est transporté en deux charges.

## Service

### France
Adopté en juillet 1916, le 155 L modèle 1917 entre en service dans les régiments d'artillerie lourde fin juin 1917. Environ 550 sont produits, avant et après l'Armistice. En principe réservés à l'artillerie lourde hippomobile, les 155 L 17 équipent également l'artillerie lourde à tracteurs à la suite de la pénurie de canons de 155 GPF après l'été 1918.
Ils serviront lors de la Grande révolte syrienne pour défendre Damas d'une attaque druze[réf. nécessaire].
Le 155 L 17 est toujours en service en 1939-1940 dans l'artillerie lourde de réserve générale. En 1945, 24 canons en position en Afrique du Nord sont renvoyés en métropole pour renforcer les troupes engagées contre les poches de l'Atlantique.

### Exports
Le canon de 155 L 17 est exporté en Belgique dans les années 1920. 192 sont en service en juin 1940.

### Utilisation dans la Wehrmacht
La Wehrmacht capturent en 1940 les canons français et belges. Ils sont utilisés dans l'artillerie côtière sous la désignation 15,5 cm K416(f) ou K416(b), selon leur origine respective. 12 de ces canons capturés sont achetés par la Finlande en 1941.